# 梅斯市政厅
梅斯市政厅（Hôtel de ville de Metz）位于法国大東部大區摩泽尔省省會梅斯的阅兵广场，梅斯主教座堂对面。新古典主义风格。1922年12月15日列为法国历史古迹。
1728年，梅斯重新进行城市规划，开辟计划由主教座堂、修道院和市政厅等公共建筑包围的广场。梅斯市政厅建于1761-1771年，历时十年。建筑师雅克-弗朗索瓦·布隆德尔。